# Rhantus elegans
Rhantus elegans là một loài bọ cánh cứng trong họ Bọ nước. Loài này được C.O.Waterhouse miêu tả khoa học năm 1895.